# موشاو (زاکسن-آنهالت)
موشاو (به آلمانی: Mochau) یک روستا در آلمان است که در ویتنبرگ واقع شده‌است. موشاو ۵۶۸ نفر جمعیت دارد.